# Combat final
 Combat final  (original: Best of the Best) és una pel·lícula estatunidenca de Robert Radler estrenada el 1989. Aquesta pel·lícula donarà lloc a una sèrie de tres pel·lícules estrenades el 1993, 1996 i 1998, les dues últimes sortiran directament en DVD. Ha estat doblada al català.

## Argument
Per enfrontar-se a l'equip coreà en competició oficial de Taekwondo, cinc campions de Karate americans són seleccionats per seguir un entrenament intensiu. Tots tenen les seves preocupacions personals, i abans d'enfrontar-se a la crueltat dels coreans, hauran de suportar el rigor de l'entrenador Frank Couzo...

## Repartiment
- Eric Roberts: Alex Grady
- Phillip Rhee: Tommy Lee
- James Earl Jones: Frank Couzo
- Sally Kirkland: Catherine Wade
- Christopher Penn: Travis Brickley
- John Dye: Virgil Keller
- David Agresta: Sonny Grasso
- Tom Everett: Don Peterson
- Louise Fletcher: Senyora Grady
- Edward Bunker: Stan
- Kane Hodder: Burt

## Al voltant de la pel·lícula
- El practicant de combat lliure Chuck Liddell declara al seu llibre Iceman: My Fighting Life que és la seva pel·lícula d'arts marcials favorita.
- El rodatge s'ha desenvolupat entre Los Angeles i Seül a Corea del Sud.[3]

## Continuacions
- 1993: Best of the Best 2, de Robert Radler, amb Eric Roberts, Phillip Rhee i Chris Penn
- 1996: Best of the Best 3 (Best of the Best 3: No Turning Back) de i amb Phillip Rhee, Christopher McDonald i Gina Gershon
- 1998: Best of the Best 4 (Best of the Best 4: Without Warning) de i amb Phillip Rhee, Ernie Hudson i Art Lafleur